# Klosterkirche (Cottbus)

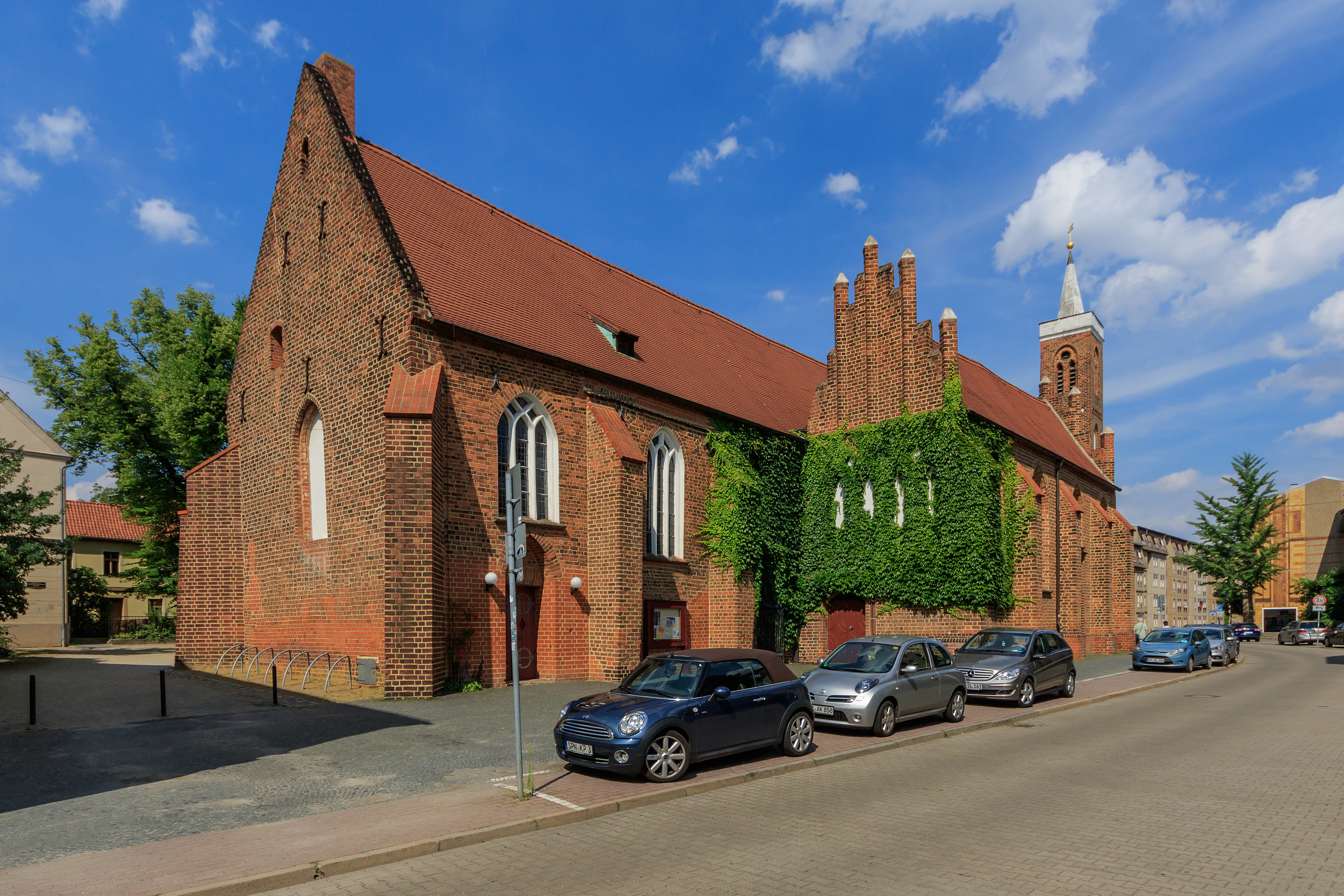
Klosterkirche Cottbus

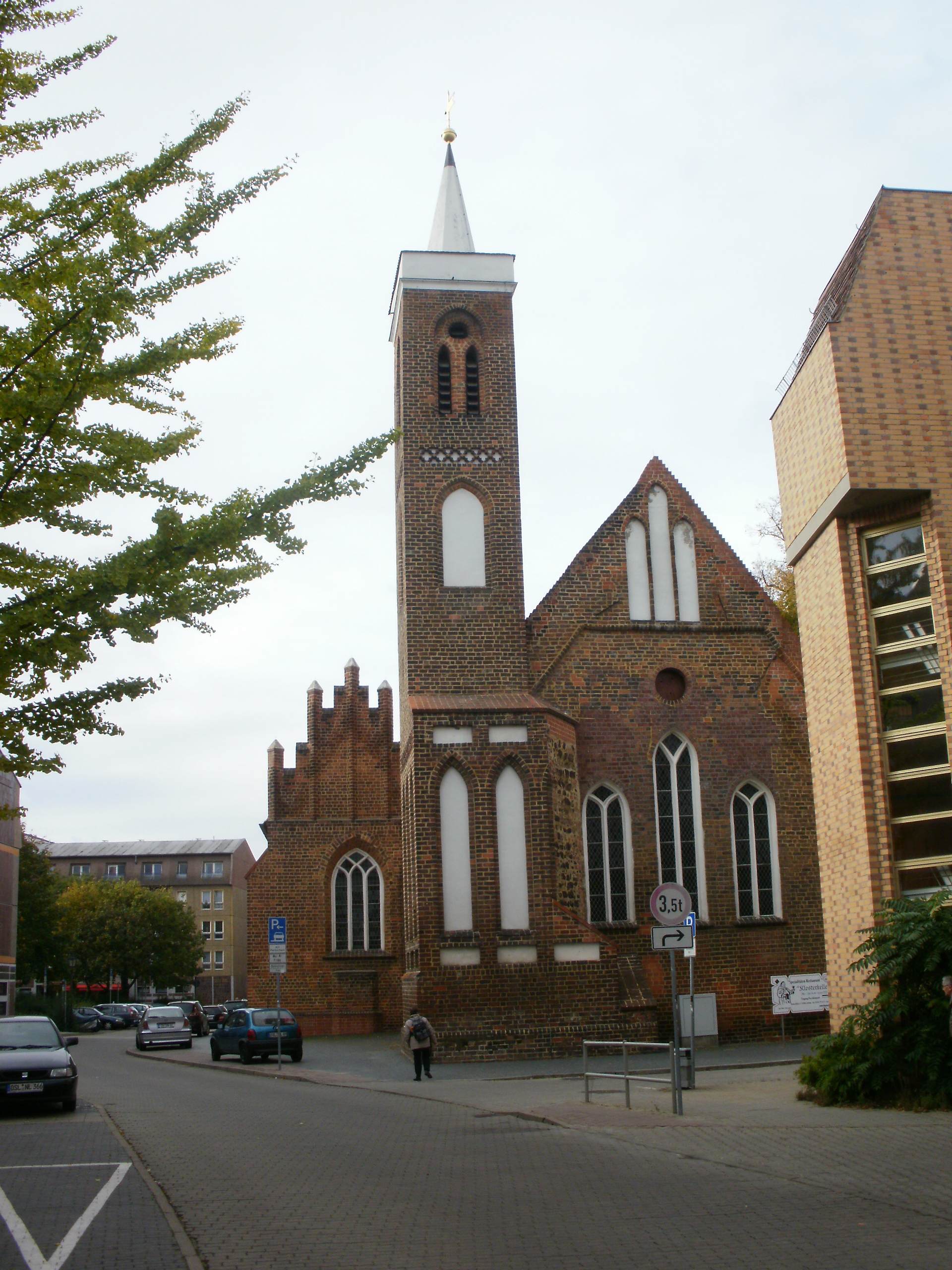
Ansicht von Osten

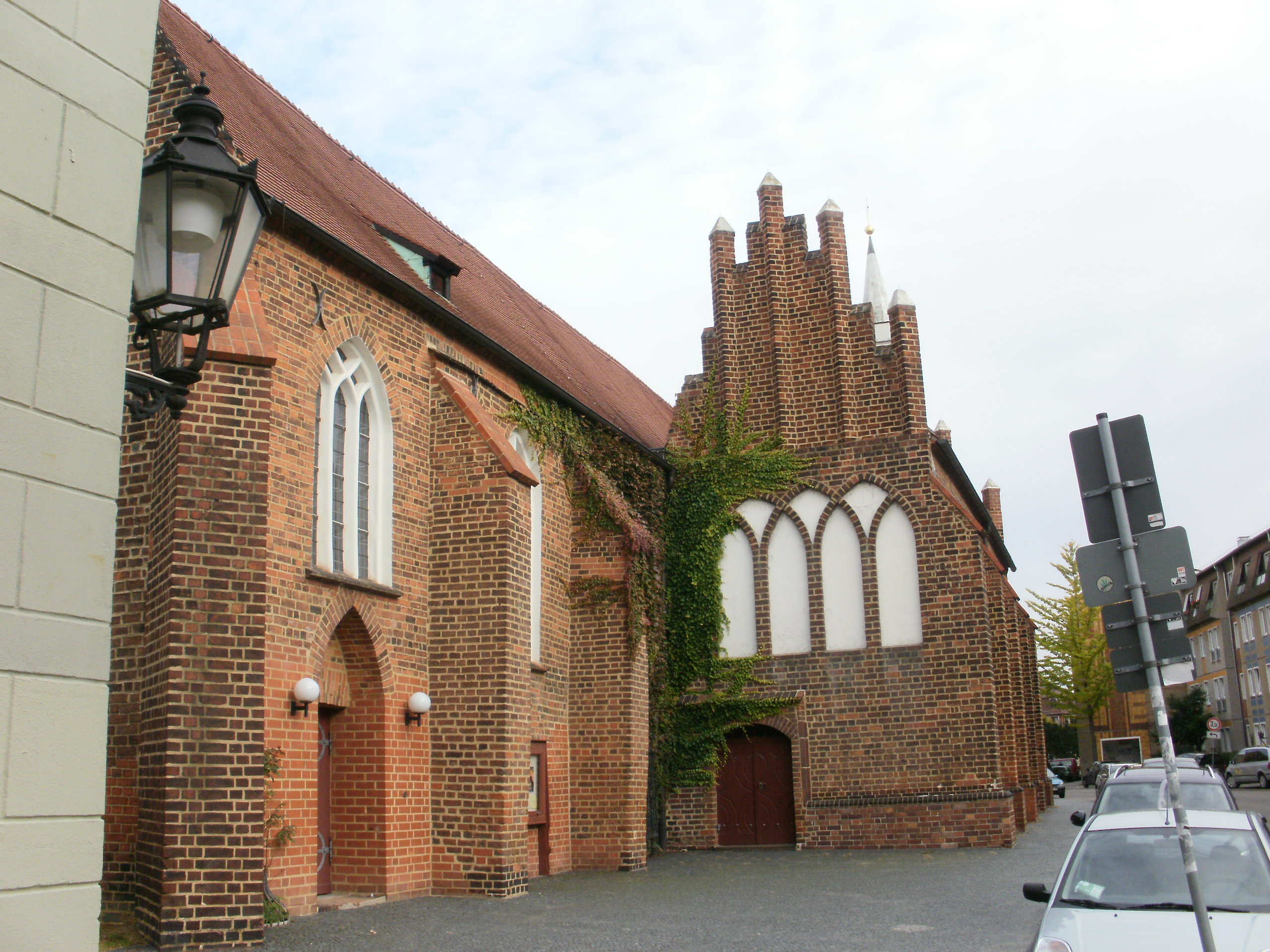
Ansicht von Westen

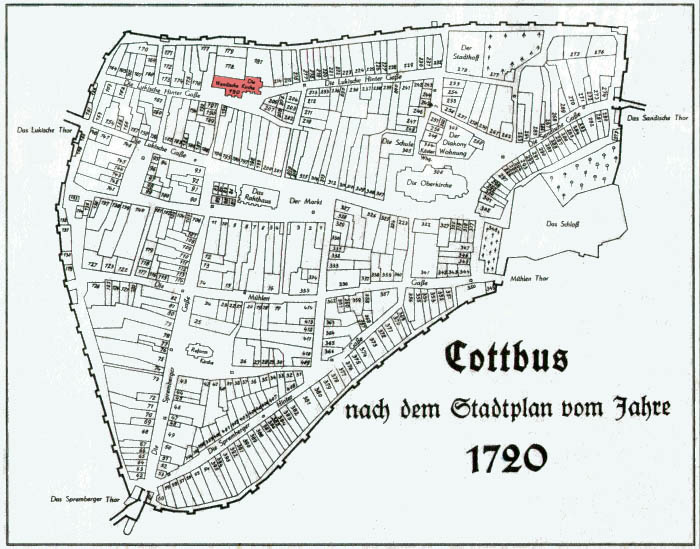
Lageplan: die Klosterkirche („Wendische Kirche“) in der nordwestlichen Ecke der Stadt

Die Klosterkirche des ehemaligen Franziskanerklosters in Cottbus, später „Wendische Kirche“ (niedersorbisch Serbska cerkwja) genannt, ist der älteste erhaltene Sakralbau der Stadt. Sie wurde in der jetzigen Form im 15. Jahrhundert im gotischen Stil errichtet. Die Kirche befindet sich im Nordwesten der Altstadt zwischen Kloster- und Münzstraße im Wendischen Viertel.

## Geschichte von Kloster und Kirche

### Baugeschichte
Die Klosterkirche des um 1300 gegründeten Franziskanerklosters liegt zwischen Kloster- und Münzstraße im Nordwesten der Altstadt. Die Südseite mit Hauptzugängen und Turm ist der Stadt zugewandt, während nördlich zur Stadtmauer hin das ehemalige Konventsgebäude mit Klausur lag, das einen Ost- und einen Westflügel umfasste, verbunden durch einen Kreuzgang; der Ostflügel schloss an den Chor der Kirche an. Durch Verputz bzw. Neuverblendung sind die letzten authentischen Spuren jedoch verschwunden. Letzter Rest des Ostflügels ist die Sakristei ganz im Osten an der Nordseite der Kirche. Ursprünglich ragte sie etwas über die Ostmauer hinaus und wurde erst 1832 verkürzt. Erwähnt werden 1443 die Badestuben des Klosters und 1577 das vermietete Klostergewölbe. In der Kirche befanden sich auch Altäre Cottbuser Gewerke; ein Altar der Brauer wird noch 1526 erwähnt, was darauf hindeutet, dass auch am Cottbuser Kloster Memorialstiftungen der Zünfte bestanden.
Die in ihrer jetzigen Form von 1936 stammende Blendnische befindet sich in der Mitte der Nordmauer und bezeichnet den früheren Übergang von der Kirche zum Kreuzgang. Der letzte Rest der Klostergebäude soll erst 1852 abgetragen worden sein. Teile der Friedhofsmauer waren bis 1729 im Bereich des jetzigen Klosterplatzes vorhanden.

### Nutzung seit der Reformation
Als infolge der Reformation die Franziskaner ihr Kloster verlassen mussten, verblieb das Patronatsrecht über die Kirche beim Landesherrn. Die Klosterkirche, genannt „wendische Kirche“, wurde die Pfarrkirche für die wendische (sorbische) Bevölkerung, in deren Sprache der Gottesdienst gehalten wurde. Zum Pfarrsprengel gehörten die Dörfer Sandow, Brunschwig, Ostrow, Schmellwitz und Döbbrick (zur Hälfte), seit Anfang des 17. Jahrhunderts dann auch Branitz, Dissenchen, Merzdorf, Lakoma, Willmersdorf, ganz Döbbrick, Maiberg, Skadow, Saspow, Zahsow und Ströbitz. Bis zum Anfang des 20. Jahrhunderts wurde hier niedersorbisch gepredigt und gesungen.
Heute ist die einstige Klosterkirche Pfarrkirche der evangelischen Klosterkirchengemeinde im Kirchenkreis Cottbus der Evangelischen Kirche Berlin-Brandenburg-schlesische Oberlausitz. Zu ihr gehören die Dörfer Schmellwitz, Willmersdorf, Saspow, Skadow, Döbbrick, Maiberg, Ströbitz und Zahsow.

## Kirchengebäude
Die Kirche ist ein 55,22 Meter langer längsrechteckiger Backsteinbau. Das Äußere der Kirche ist als Bettelordenskirche schlicht gehalten und besteht aus einem langgestreckten und eingewölbten Hauptschiff mit durchgehendem Satteldach und einem in der Mitte der Südseite angefügten schmalen asymmetrischen Seitenschiff mit parallelem Satteldach. An der Südostecke befindet sich ein schlanker Turm auf einem vierkantigen Unterbau und in der östlichen Nordseite die Sakristei.
Das äußere Erscheinungsbild der Kirche ist das Ergebnis mehrfacher Erweiterungen bis zum Ende des Mittelalters, danach wurden vor allem im Inneren Änderungen vorgenommen. Die Klärung der Baugeschichte wird dabei durch Überformungen und wenig aussagekräftige Quellen erschwert. Der älteste Bestandteil der Kirche ist der Ostteil des Hauptschiffes (vermutlich Anfang des 14. Jahrhunderts). Die Erweiterung des Hauptschiffes erfolgte wohl noch im 14. Jahrhundert, es gibt aber kaum Unterschiede zum Ostteil. Der Bau des Turmes gehört möglicherweise auch in diese Phase, weil dabei, wie beim Mittel- und Westteil des Hauptschiffes, Raseneisenstein im Läufer-Läufer-Binder-Verband verwendet wurde.
Der Anbau des Seitenschiffs erfolgte dann während des 15. Jahrhunderts. Die Mauern des Anbaus bestehen aus Backsteinen im Läufer-Binder-Läufer-Binder-Verband.
Die bis heute erhaltenen Dachwerke der Kirche entstanden im Zuge der Wiederherstellung nach dem Stadtbrand 1671. Im Jahre 1804 kam es zur Ausweißung der Kirche; spätestens zu der Zeit wurde auch die Nordseite des Turmunterbaus abgetragen, um die Lichtführung für das südliche Ostfenster zu verbessern. Die Sakristei wurde 1832 um ein Joch verkürzt und ragt nun nicht mehr über Ostmauer des Hauptschiffes hinaus. Im Jahre 1835 wurde das alte Südportal zugemauert und im westlichsten Joch ein neuer Eingang geschaffen.
In den Jahren 1907/08 erfolgte die erste umfassende, einheitlichen Grundsätzen folgende Kirchenerneuerung seit Jahrhunderten. Das Bauprogramm umfasste den Einbau neuer Emporen und Gestühle, einer Dampfheizung und elektrischer Beleuchtung. Neu entstanden sind im Zuge dieser Maßnahmen die Emporen im Westen und im Seitenschiff, die Orgel, Gestühl, Türen, Windfänge und Fußbodenbelag. Der Altar und die Kanzel wurden farblich dem renovierten Raum angepasst, außerdem wurde die Kanzel an die Nordseite des Hauptschiffes versetzt. Zum Schluss wurde das Außenmauerwerk ausgebessert: Neuverfugung, Auswechslung verwitterter Steine, Ergänzungen an der architektonischen Verzierung. Die Erneuerung der Nordseite fand 1936/37 statt, dabei wurde das Mauerwerk neu verblendet.
Den Zweiten Weltkrieg überstand die Kirche ohne größere Schäden. In den 1950er-Jahren wurden Teile der Dächer neu gedeckt und eine Luftheizung eingebaut.
Die letzte Restaurierung des Äußeren fand 1991/92 statt. Dabei wurden der Turmhelm, die Brüstung, die Fenstergewände und Blenden weiß geputzt.

## Ausstattung

### Altar

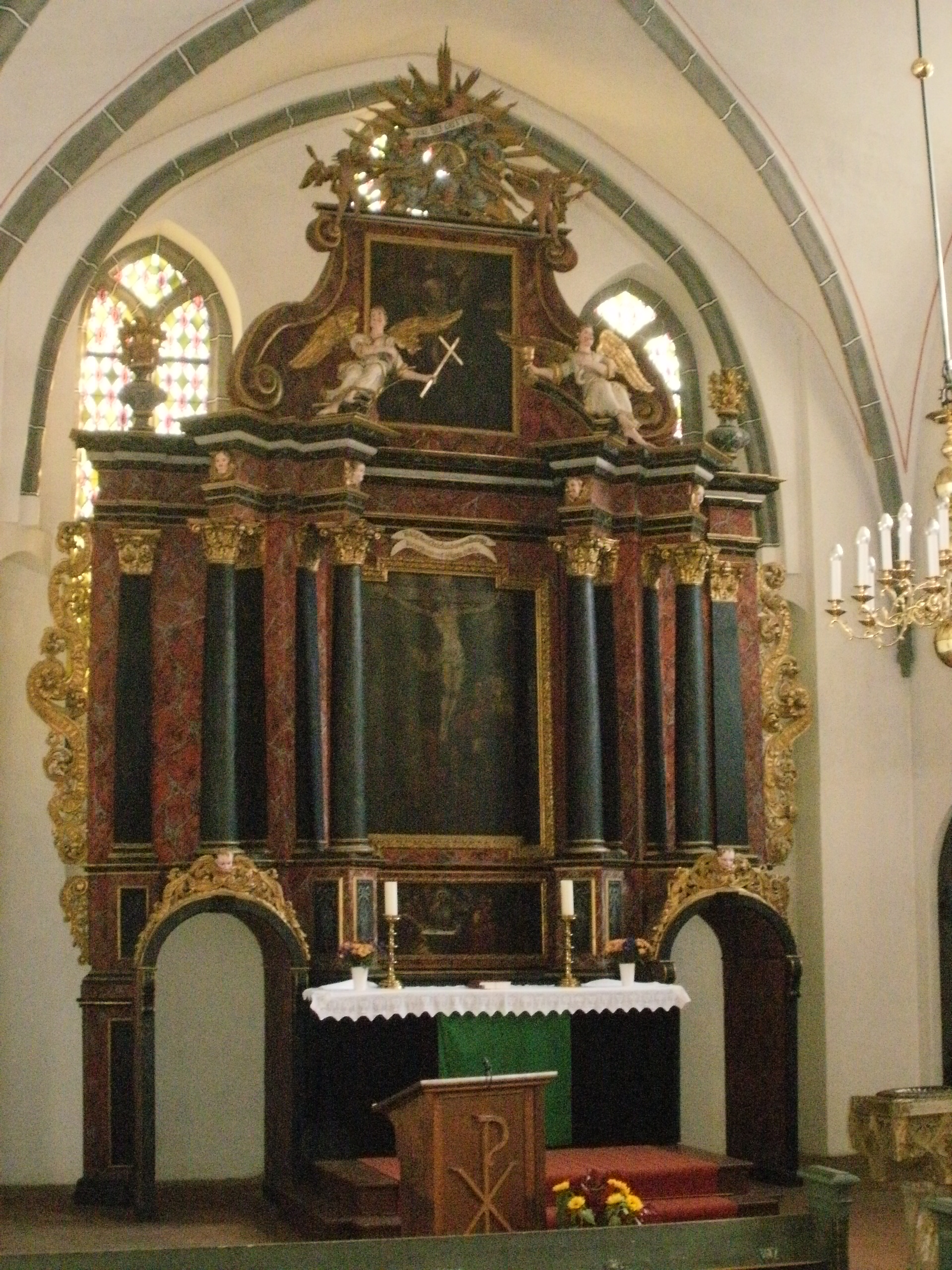
Altar

Der Altar kam 1750 in die Klosterkirche. Er besteht vollständig aus Holz. Eine neue Fassung des Altars ist von 1908. 1960 wurde eine vollständige Reinigung durchgeführt. Der Altar ist ein hoher Ädikulaaufbau aus Holz mit korinthischer Säulenstellung. Die gesamte Ostwand der Kirche füllen rundbogig überwölbte Durchgänge aus. Auf Pfeilern und Freisäulen mit Gebälkstücken befinden sich Engelsfiguren mit Kreuz und Kelch.
Die Gemälde aus dem Jahr 1908 vom Abendmahl in der Predella, der Kreuzigung im Hauptfeld und der Himmelfahrt Christi im Auszug werden von Voluten gerahmt.

### Kruzifix

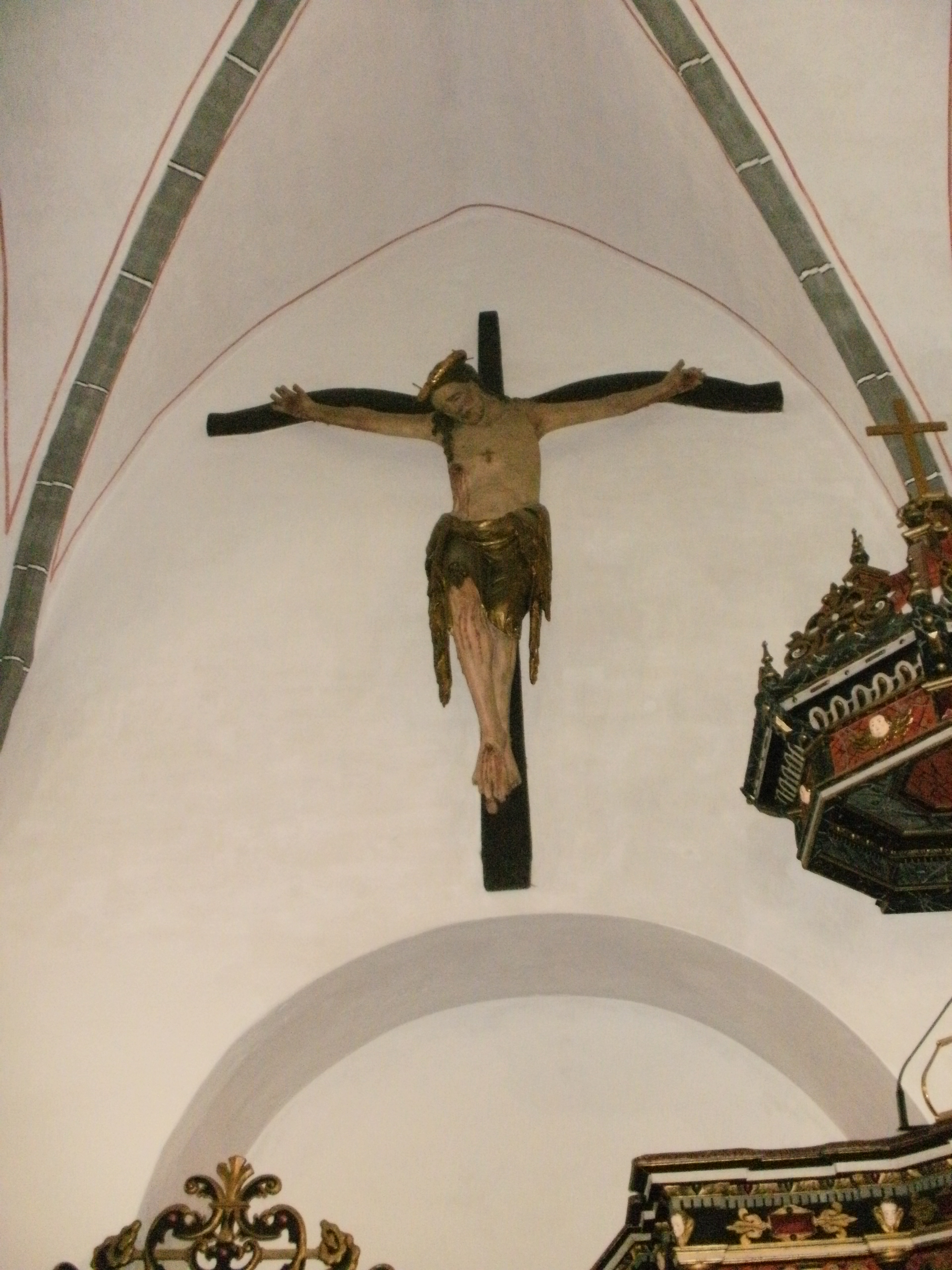
Kruzifix

Das hölzerne Kruzifix von 1320 ist in seiner eindrücklichen Bescheidenheit ein Kunstwerk der Spätgotik. Dieses überlebensgroße Schnitzwerk, ca. 2,5 Meter hoch, gehört zu den qualitätvollsten seiner Art im Land Brandenburg. Trotz Darstellung der Leiden (plastisch herausgearbeitete Blutstropfen) ist das Kruzifix im Ausdruck verhalten. Auf der Brust befindet sich ein kleines goldenes Reliquienkreuz. Schon im 19. Jahrhundert wurde an der Nordseite das astförmig geschwungene Kreuz am senkrechten Balken angebracht (vielleicht zum Einstecken in den Bodenbalken als Triumphkreuz).

### Taufstein

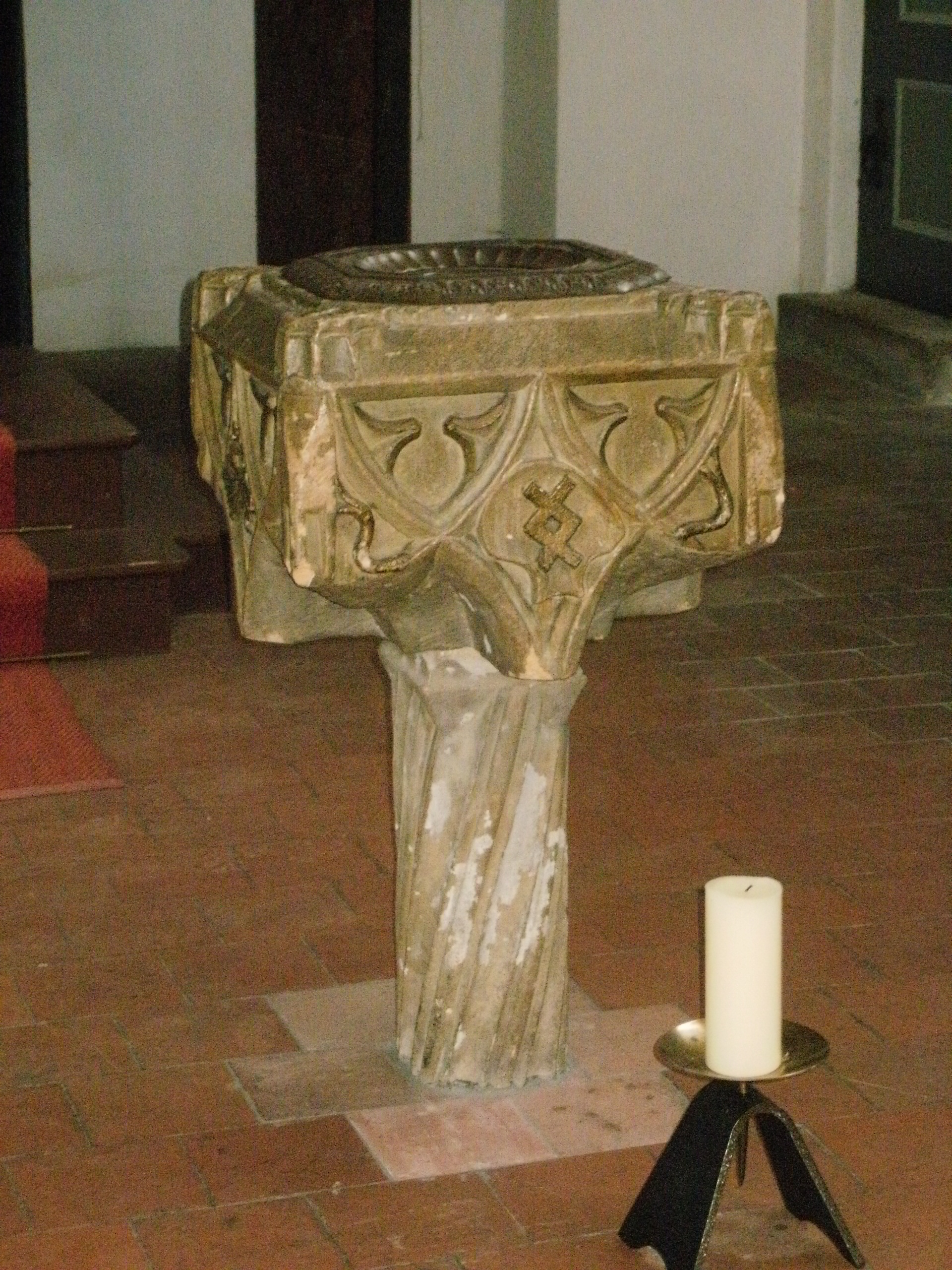
Taufstein

Der Taufstein wurde um 1500 aus spätgotischem steinernen Baldachin und Säulenstumpf gebildet. Als Fuß dient eine gewundene Säule, als Becken ein umgekehrt versetzter, quadratischer Baldachin mit reichem Maßwerkschmuck (Kreuzblumen und Eckfialen abgeschlagen). Um 1908 entstanden wohl auch die auf zwei Seiten zu erkennenden Wappen und die Zellwölbung im Inneren der Taufschale.

### Kanzel

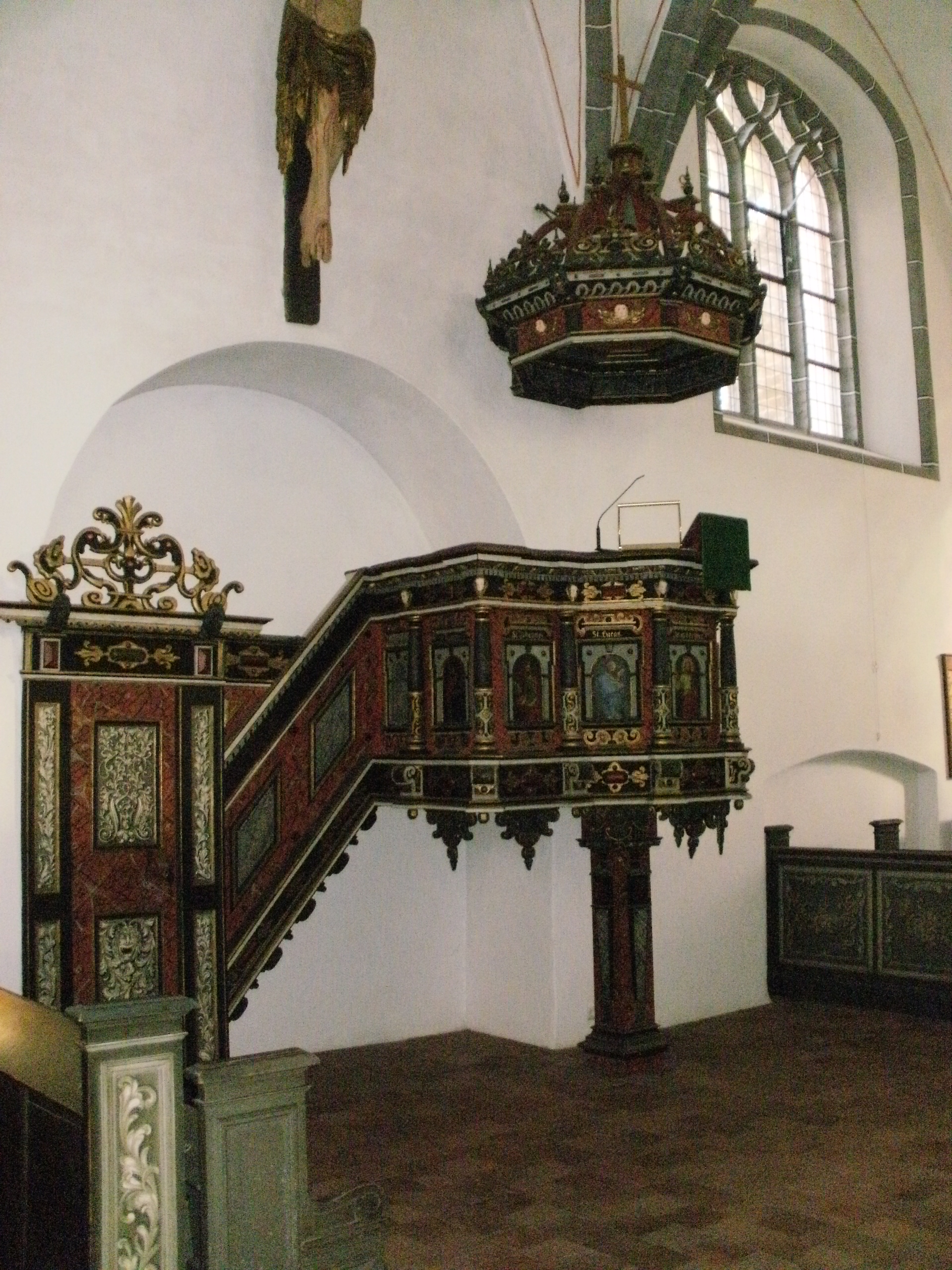
Kanzel

Die Kanzel entstand wahrscheinlich erst 1617 nach dem Stadtbrand. Auf Anregung des Provinzialkonservators und Kirchenarchitekten Büttner konnte durch Nutzung einer Wandnische auch die Kanzeltreppe unverändert benutzt werden. Das Holz wurde farbig gefasst und reich geschmückt in Spätrenaissanceform. Die Kanzel besteht aus einem oktogonalen (achteckigen) Korb auf Vierkantfuß, einer Brüstung mit Beschlagwerk und Säulchen vor den Ecken, darüber befinden sich in der Gebälkzone Engelsköpfe und in den Brüstungsfeldern Ölbilder des 19. Jahrhunderts (Christus, die vier Evangelisten sowie Paulus); unten befinden sich beschädigte Hängekartuschen. Der Schalldeckel mit Aufsatz hat die Form einer Volutenkrone.

### Orgel

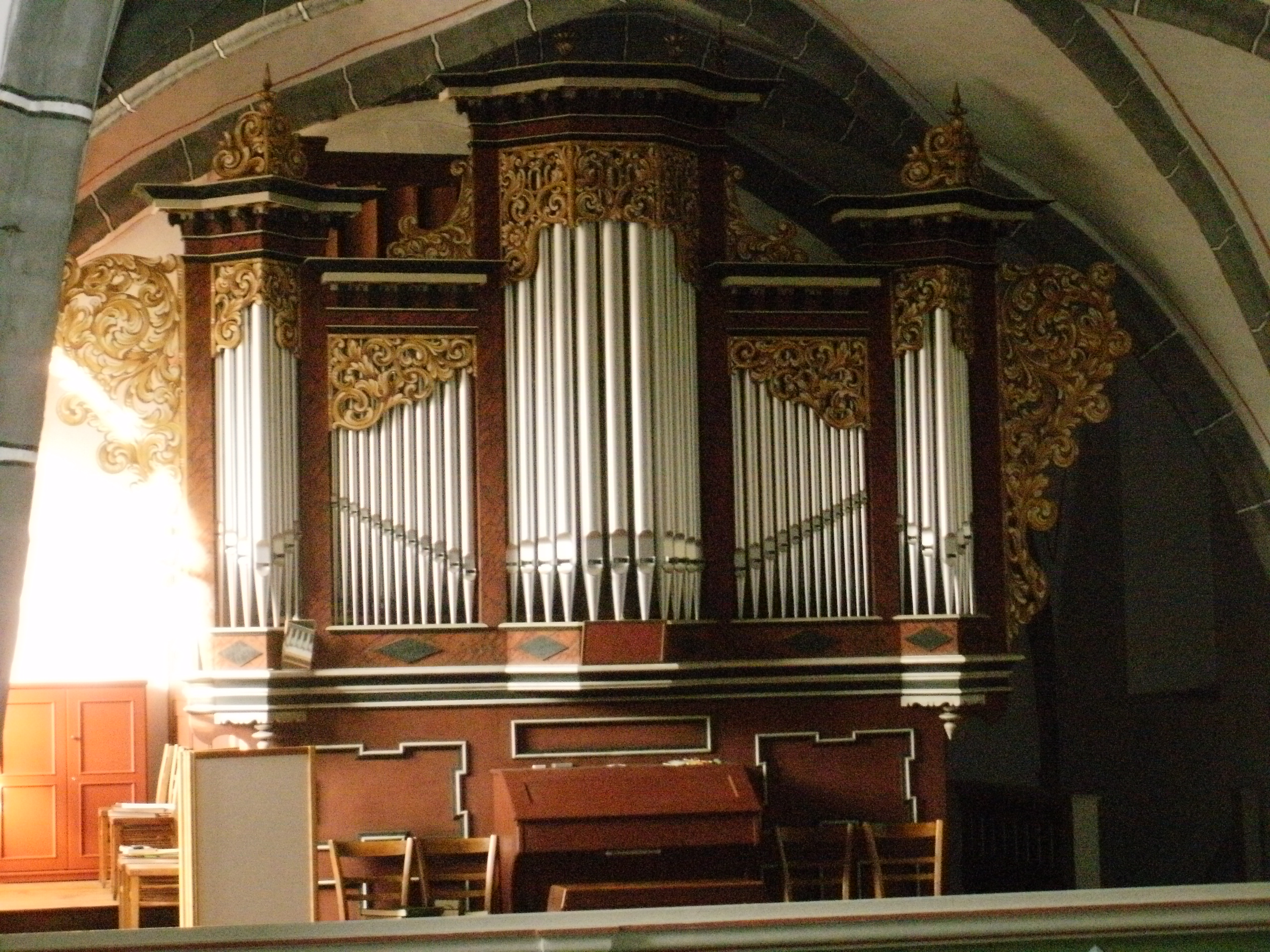
Orgel

Die Orgel aus dem Jahr 1908 wurde als Opus 1019 von Wilhelm Sauer aus Frankfurt (Oder) gebaut. Es ist die einzige erhaltene Sauerorgel in Cottbus. 1922 erfolgte eine Erneuerung der 1917 abgegebenen Prospektpfeifen und der Einbau eines Schwellers und erst im Jahr 2000 die Restaurierung. Das Vorgängerinstrument stammte von Schröther aus Sonnewalde (1848). Das rein pneumatische Kegelladeninstrument besitzt 24 Register, verteilt auf zwei Manualen und Pedal. Die Disposition ist wie folgt:
| I Hauptwerk C–f3 |                 |            |
| 1.               | Bordun          | 16′        |
| 2.               | Principal       | 8′         |
| 3.               | Gamba           | 8′         |
| 4.               | Flute           | 8′         |
| 5.               | Gemshorn        | 8′         |
| 6.               | Octave          | 4′         |
| 7.               | Rohrflöte       | 4′         |
| 8.               | Rauschquinte II | 2 ⁄3′ + 2′ |
| 9.               | Cornett III-IV  |            |
| 10.              | Trompete        | 8′         |

| II Schwellwerk C–f3 |                  |       |
| 11.                 | Lieblich Gedeckt | 16′   |
| 12.                 | Geigenprincipal  | 8′    |
| 13.                 | Rohrflöte        | 8′    |
| 14.                 | Voix Céleste     | 8′    |
| 15.                 | Aeoline          | 8′    |
| 16.                 | Fugara           | 4′    |
| 17.                 | Traversflöte     | 4′    |
| 18.                 | Nasard           | 2 ⁄3′ |
| 19.                 | Flautino         | 2′    |

| Pedal C–d1 |           |     |
| 20.        | Violon    | 16′ |
| 21.        | Subbass   | 16′ |
| 22.        | Octave    | 8′  |
| 23.        | Bassflöte | 8′  |
| 24.        | Posaune   | 16′ |

- Koppeln: II/I, I/P, II/P
- Spielhilfen: Piano, Mezzoforte, Forte, Tutti, Crescendowalze

### Weitere Ausstattung
Die Bronzeglocke von 1927 stammt aus der Gießerei Schilling Apolda, zwei weitere Glocken wurden im Zweiten Weltkrieg abgegeben.
An der Brüstung der Westempore sind zahlreiche Bemalungen mit Blumenschmuck, Seligpreisungen und Bibelversen in sorbischer Sprache zu sehen. Dabei handelt es sich um die ältesten sorbischen Bibelzitate in einer Niederlausitzer Kirche.
Die Südempore ist 1908 an Stelle einer älteren, hinter die Pfeiler zurücktretenden Empore neu angelegt worden; dafür wurde die das Hauptschiff verstellende Nordempore beseitigt. Die Bemalung der Brüstung mit Seligpreisungen, Blumenschmuck und Bibelversen in deutscher Sprache ist Beleg für die Durchsetzung der Zweisprachigkeit auch in der wendischen Kirche.
Das Kastengestühl wurde 1908 zur Hälfte von der Cottbuser Firma Otto Rost sowie vom Spremberger Zimmermeister Richard Mittag gefertigt. Türen und Windfang sind mit reichen Beschlägen in barocken Formen verziert, ebenso Wandschrank und Tür der Sakristei.

## Grabdenkmäler
In und an der Klosterkirche befinden sich mehrere Grabdenkmäler:
- Grabdenkmal für Fredehelm von Cottbus († 1307) und seine Frau Adelheid von Colditz († 1319); 2,22 m hohe, 1,05 m breite Sandsteinplatte mit Hochrelief mit rahmender Umschrift. Es sind Kissen unter den Köpfen beider Figuren und Löwen unter den Füßen zu sehen. Fredehelm in ritterlicher Ausrüstung mit Schwert und Schild. Auf Brust und Schild ist das Krebswappen der Familie zu sehen, das später zum Stadtwappen wurde. Die eheliche Verbundenheit ist ausgedrückt, indem sein rechter Arm um die Schultern Adelheids gelegt ist. Adelheid ist im faltenreichen Mantel mit zum Gebet erhobenen Händen abgebildet, Krebswappen auf der rechten, Familienwappen auf der linken Schulter. Die Platte gehörte vermutlich zu einem freistehenden Stiftergrab und war später in den Boden im Mittelteil der Kirche eingelassen; darunter befand sich ein Grabgewölbe. Das Grab wurde 1753 geöffnet und mit Gestühl überbaut, die Platte an die Außenmauer versetzt. Im Jahre 1908 wurde die Grabsteinplatte im Inneren in einer Nische der Nordwand aufgestellt.
- Grabdenkmal für Berthold von Madelsloh († 1580); beschädigt, Flachrelief aus Sandstein. Der Verstorbene ist stehend im Profil abgebildet. An den vier Ecken des Reliefs sind Wappen abgebildet. Es befindet sich am vermauerten ehemaligen Hauptportal auf der Südseite der Kirche.
- Grabdenkmal für Christian Gadegast (1592–1664); Diakon der Oberkirche. Die Sandsteinplatte wurde 1665 von seiner Witwe gesetzt. Die Platte war ursprünglich in der Oberkirche untergebracht, später außen. Sie wurde 1906 in einem Garten an der Stadtmauer wiedergefunden und außen an die Nordseite der Sakristei der Klosterkirche versetzt.
- Grabdenkmal an der Nordseite der Kirche; Sandstein aus der zweiten Hälfte des 18. Jahrhunderts. Es ist ein Säulenstück auf einem Sockel mit Felsimitation, auf dem oben abschließenden Gesims befindet sich eine Urne mit Tuch, und auf dem Schaft eine nicht mehr lesbare Inschrift.

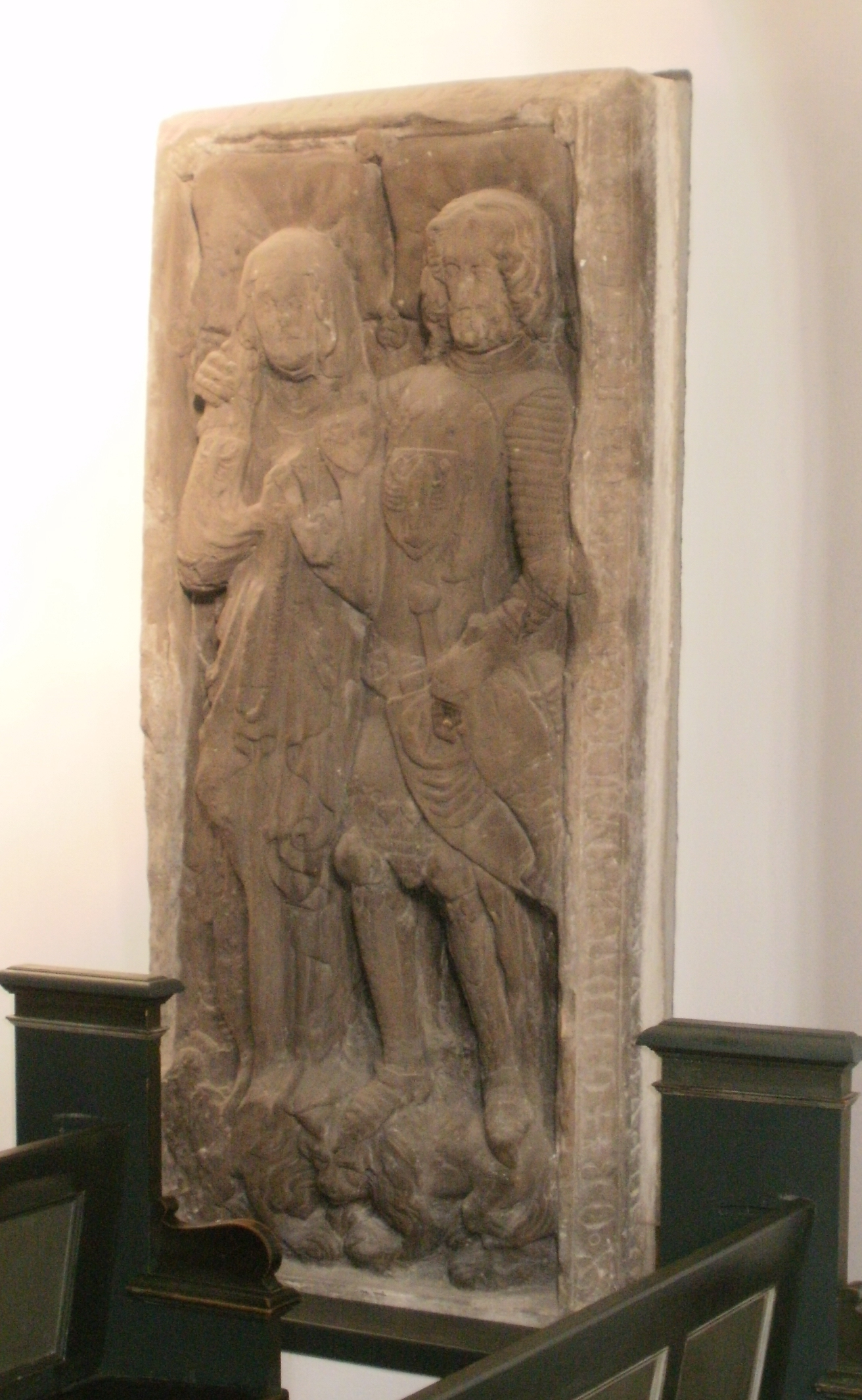
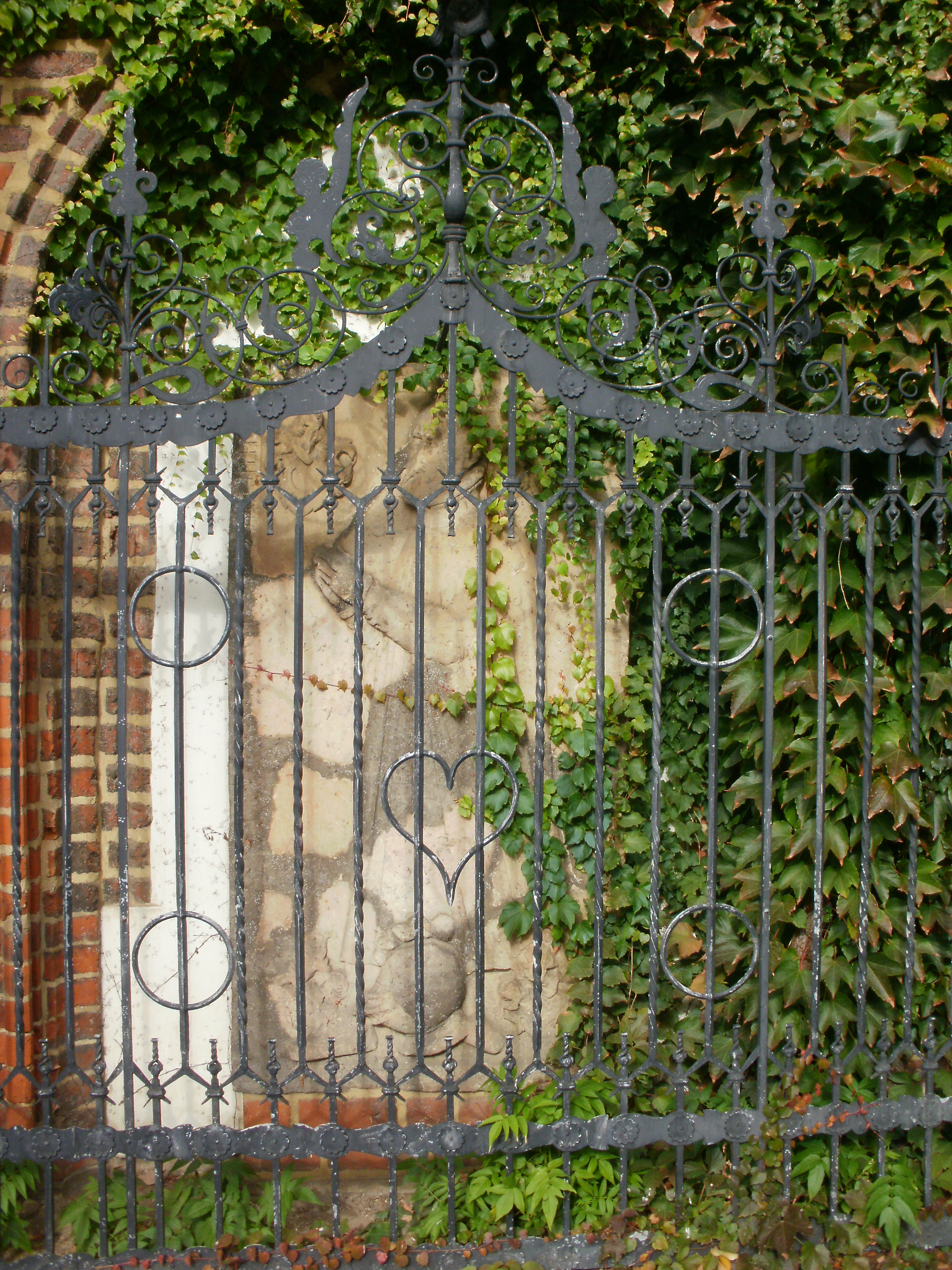
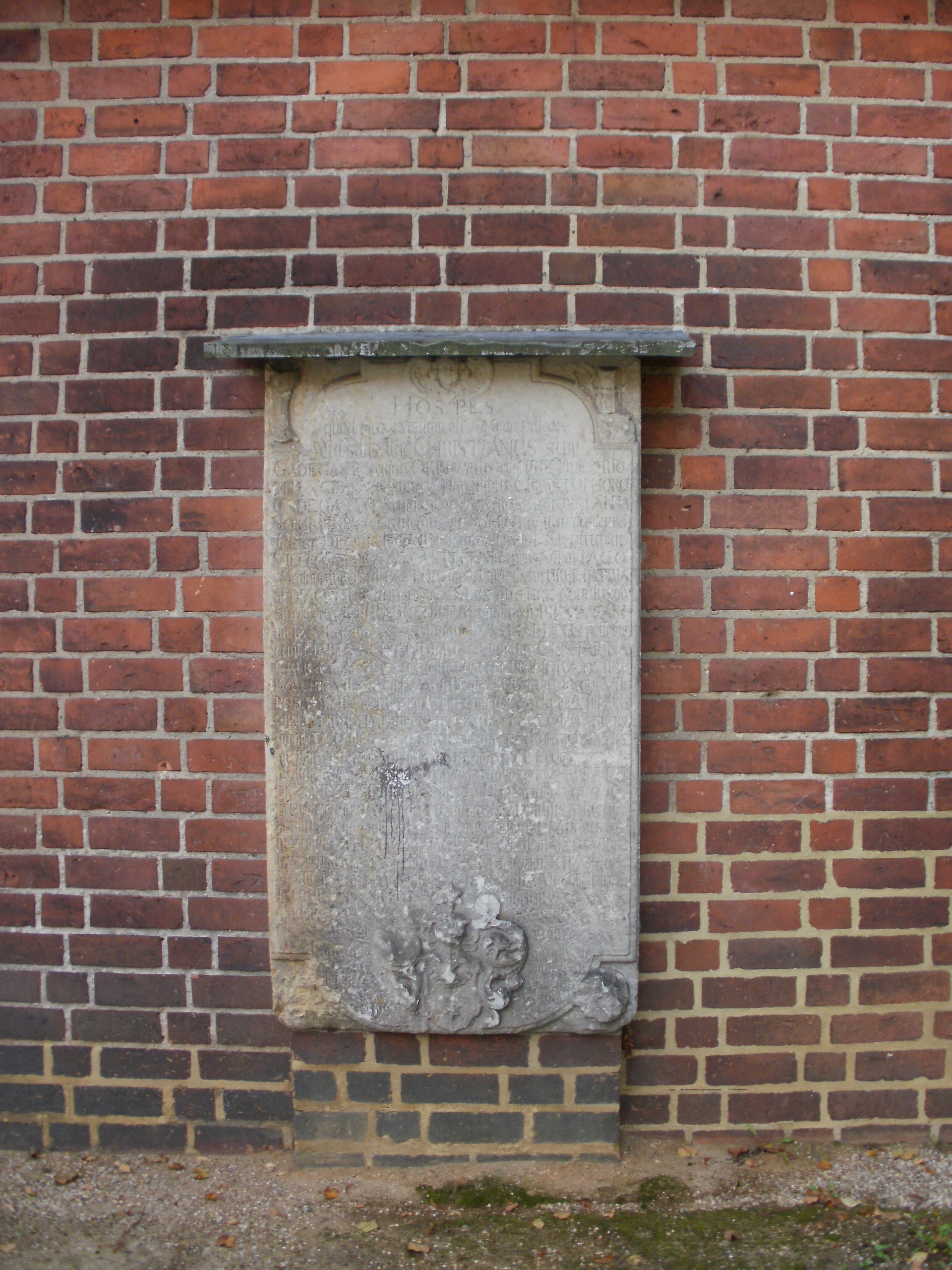
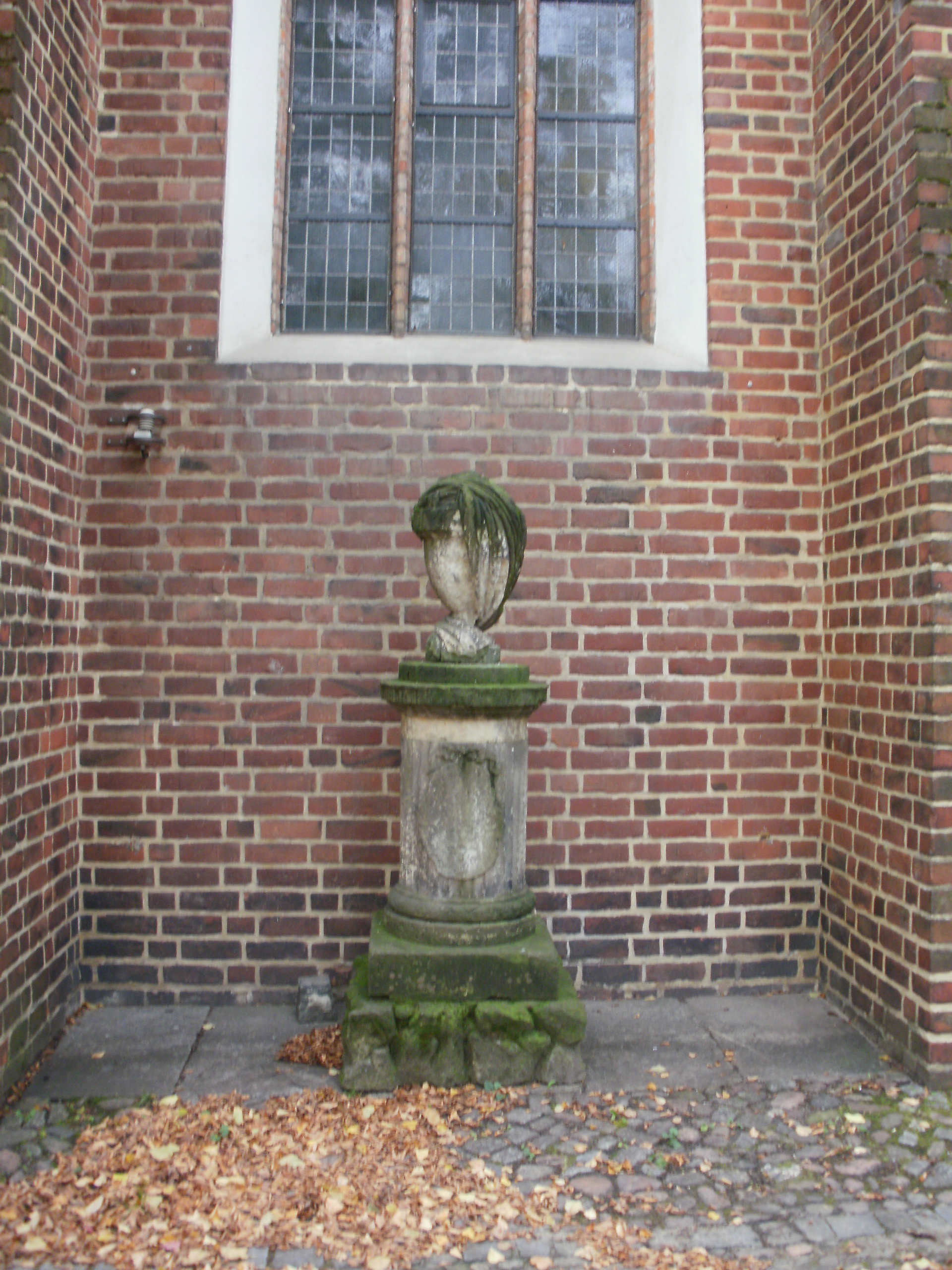